# Denyce Lawton

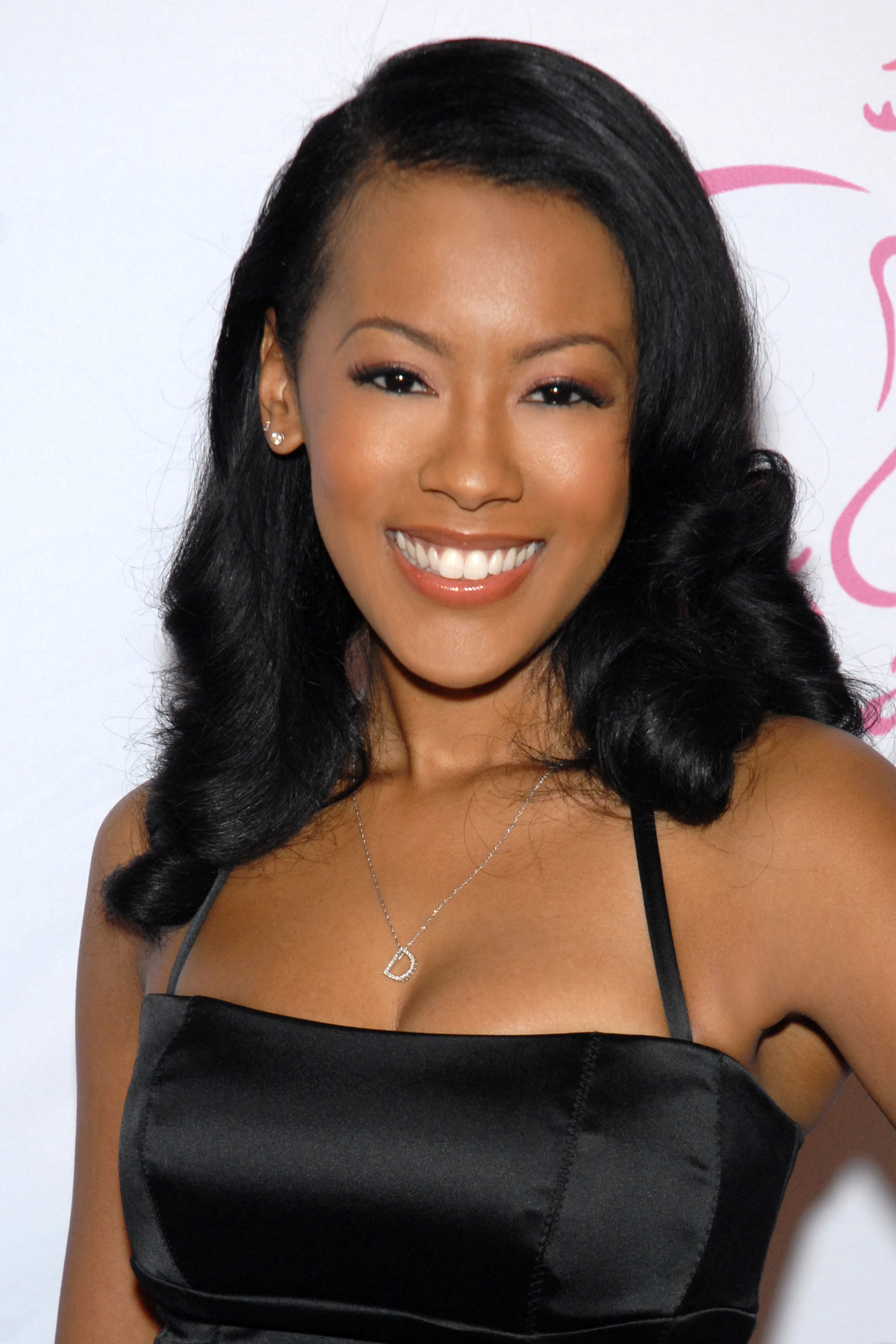
Denyce Lawton, 2008

Denyce-Marie Lawton (kor. 데니스 마리 러튼; * 2. Mai 1978 in Seoul, Südkorea) ist eine US-amerikanische Schauspielerin und Model.

## Leben und Karriere
Denyce Lawton ist afroamerikanischer und koreanischer Abstammung. Sie wurde in Seoul als mittleres von drei Kindern geboren. Ihre Kindheit war sehr vom Militär geprägt, weswegen sie einige Zeit in Ländern wie Japan und Deutschland verbrachte. Später zog ihre Familie in die Vereinigten Staaten, wo sie unter anderem in Neptune und Washington, D.C. lebte. 1996 schloss sie die Largo High School in Largo, Maryland ab.
Ihre Karriere in der Modebranche begann Lawton als Model für FUBU, Adidas, Enyce und Karl Kani. Bevor sie Schauspielerin wurde, war sie bei Warner Bros. Records Assistentin.
Ihr Debüt als Schauspielerin gab Denyce Lawton 2002 in einer Folge der Serie Scratch & Burn. Im selben Jahr folgten Auftritte in Die Parkers und Half & Half. 2004 war sie in einer Folge von Entourage zu sehen, bevor sie 2007 in Film Redline die Mianda verkörperte. Von 2008 bis 2009 war sie in insgesamt 28 Folgen der Serie House of Payne von Tyler Perry zu sehen. 2011 hatte sie eine Rolle in dem Film Interception inne sowie 2012 im Film The Helpers.
Von 2006 bis 2009 war Denyce Lawton mit Wesley Jonathan liiert. Am 25. März 2011 wurde ihr Bruder Gregory Lawton, Jr. von einem Drogendealer in Temple Hills in Maryland ermordet.

## Filmografie (Auswahl)
- 2002: Scratch & Burn (Fernsehserie)
- 2002: Die Parkers (The Parkers, Fernsehserie, Folge 3x18)
- 2002: Go for Broke
- 2002: Half & Half (Fernsehserie, Folge 1x07)
- 2004: Entourage (Fernsehserie, Folge 1x02)
- 2007: Redline
- 2008–2009: House of Payne (Fernsehserie, 28 Folgen)
- 2011: Interception
- 2011: The Love You Save (Fernsehfilm)
- 2012: The Helpers
- 2013: The Coalition
- 2013: Between Sisters (Fernsehfilm)
- 2014: Castle (Fernsehserie, Folge 6x14)
- 2017: 2016
- 2017: Secrets
- 2018: All Between Us
- 2018: When It Comes Around
- 2019: Fanatic (Fernsehfilm)
- 2019: Chicago P.D.  (Fernsehserie, Folge 6x19)
- 2021: A Luv Tale – The Series (Fernsehserie, 3 Folgen)
- 2021: The Hot Zone – Anthrax (The Hot Zone, Fernsehserie, 4 Folgen)
- 2021: Most Wanted Santa  (Fernsehfilm)